# Dobraia, Caraș-Severin
Dobraia este un sat în comuna Cornereva din județul Caraș-Severin, Banat, România.
Cătunul nu are drumuri, curent electric, medic sau magazin, iar ca să-și îngroape morții localnicii trebuie să străbată 12 kilometri.
Satul a fost obiectul filmului documentar Fericiri, realizat în 2011 de Dite Dinesz de la TVR - studioul teritorial Timișoara.
Filmul spune povestea locuitorilor cătunului Dobraia, oameni izolați în munți ce duc o viață plină de lipsuri și greutăți.